# Antoni Szamocki
Antoni Szamocki (ur. 1765, zm. 1 września 1839 w Warszawie) – poseł na sejm Czteroletni, kawaler maltański.

## Życiorys
Kalendarzyk Polityczny Warszawski na Rok Przestępny 1776 podaje Antoniego Szamockiego jako jednego z ośmiu Kawalerów maltańskich fundujących komadorię rodzinną. Podobnie jest w Kalendarzyku na lata: 1778, 1779, 1781 oraz 1788.
Komandoria rodzinna Szamockich, według Mateusza Klemperta, utworzona została przez Wojciecha Szamockiego (1713–1778 — syna Piotra i Teresy Rusieckiej; chorążego i skarbnika warszawskiego, posła na sejm.) na dobrach: Szczaki, Wola Mroczkowska, Duchnice, Dzierzki, Czajki, Sokołki i Krupki.
Antoni Szamocki był posłem na sejm Czteroletni (ks. mazowieckie ziemia warszawska).
Znajduje się wśród sygnatariuszy aktu konfederacji generalnej Sejmu Czteroletniego.
W 1787 odziedziczył dwór i dobra Siedmiorogów.
W 1822 majątek w Szczakach należący do Antoniego Szamockiego został zlicytowany. W następnym roku zlicytowane zostały pozostałe dobra ziemskie Duchnice, Czajki, Dzierżki, Białka i Wola Mroczkowska.

## Życie prywatne
25 lutego 1824 poślubił Anielę Bollman córkę Karola i Anieli z domu Rhode. Posiadali dwoje dzieci Józefę Ludwikę(1813–1832) oraz Henryka Aleksego (1823–1851).
Zmarł w Warszawie 1 września 1839 i pochowany został na cmentarzu Powązkowskim.